# Jan Maszkowski
Jan Maszkowski (ou Maszkovsky), né en 1793 à Chorostków, et mort le 20 octobre 1865 à Barszczowice, est un peintre polonais.

## Biographie
Jan Maszkowski naît en 1793 à Chorostków.
Il montre des qualités artistiques dès le plus jeune âge. Un propriétaire terrien du nom de Jozef Levitzky l'aide à rejoindre l'Ecole de dessin de l'université de Lviv, où il étudie de 1813 à 1818, avec le pastelliste Jozef Buisset (1776-1832).
Il part ensuite à Vienne où il étudie pendant trois ans. Il est l'élève de Heinrich Friedrich Füger et de Johann Baptist von Lampi. 
Plus tard, il étudie à Rome, à l'Accademia di San Luca. 
En 1824, son mécène Levitzky lui demande de rentrer chez lui. Une fois sur place, il paint principalement des portraits et des scènes de genre. Son atelier est à Dubno.
De 1834 à 1843, il enseigne à l'université de Lviv. 
En 1840, il est nommé directeur de l'Académie à Lemberg. Le Musée de Cracovie conserve de lui : Portrait d'Antoine Lang. Jan Maszkowski était le père de Marceli Maszkowski (portraitiste, lithographe et sculpteur) et grand-père de Karol Maszkowski (paysagiste et peintre de genre).
Après la fermeture de l'Ecole de dessin de l'université, il ouvre sa propre école dans son atelier de Lviv. Parmi ses élèves, on peut citer Artur Grottger, Juliusz Kossak, Feliks Jan Szczęsny Morawski, Aleksander Raczyński, Henryk Rodakowski, Stanisław Tarnowski, Franciszek Tepa et son fils Marceli Maszkowski. 
Il meurt le 20 octobre 1865 à Barszczowice.

## Galerie
|  |  |  |
|  |  |  |

## Disciples
- Artur Grottger,
- Juliusz Kossak,
- Marceli Maszkowski
- Stanisław Tarnowski